# Castello di Miranduolo
Il castello di Miranduolo, nello stato di rovina, era un castello medievale della Val di Merse, nel comune di Chiusdino, a sud di Siena, di cui si hanno notizie dall'XI secolo.

## Storia e descrizione
L'importanza di questo insediamento, legato per lungo tempo alle sorti feudali dei conti della Gherardesca, è da mettere in relazione all'estrazione ed al commercio dei metalli. Lungo le varie fasi storiche l'insediamento ha di conseguenza conosciuto diversi adattamenti collegati alle necessità operative e all'evoluzione del suo ruolo signorile.
Al centro del castello sorgeva un palatium, collocato in posizione sommitale, che ha conosciuto diversi stadi costruttivi, dall'XI secolo fino al progressivo abbandono (fine XIII - inizio XIV secolo), ed una distruzione, ad opera del Vescovo di Volterra, in un quadro di rivalità signorile sulle Colline Metallifere. Di questo palazzo sono ancora visibili le poderose fondazioni.
Grazie all'intervento del comune di Chiusdino, competente per territorio, dal 2001 il castello è stato studiato approfonditamente da un gruppo di archeologi ed esperti dell'Università degli Studi di Siena.
Il sito archeologico è vicino al paese di Chiusdino.

## Galleria d'immagini

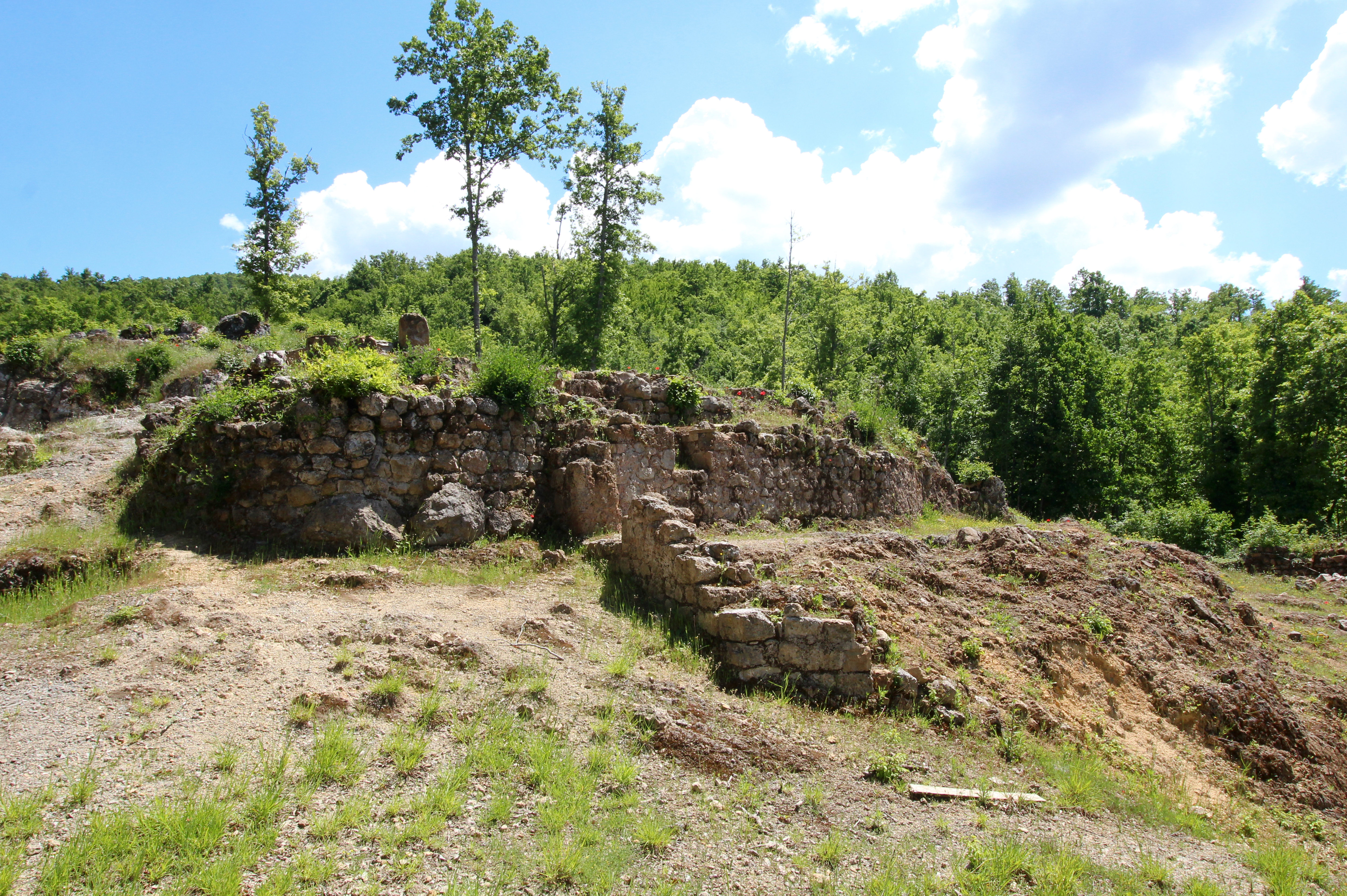
Le rovine del castello
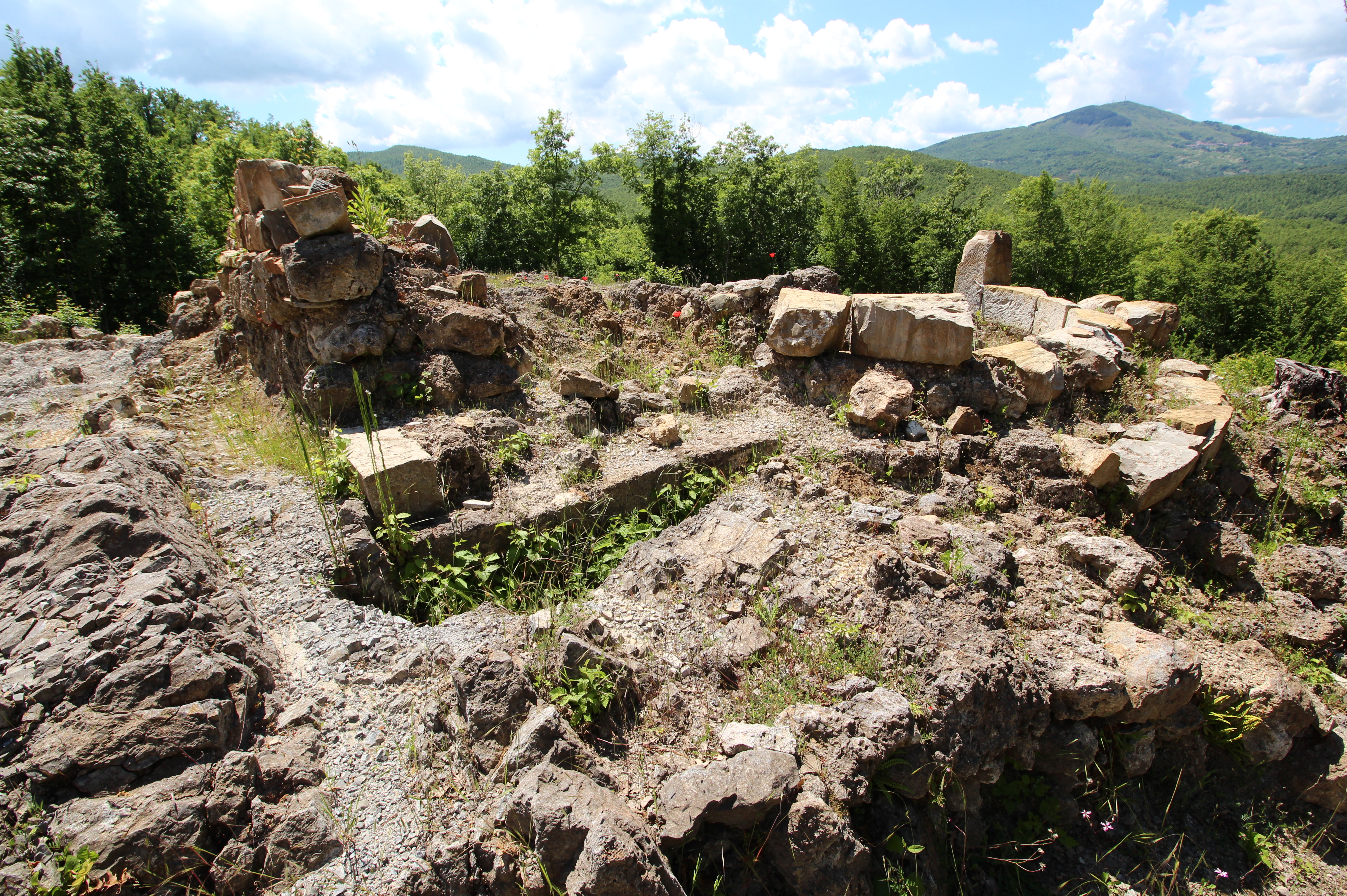
Le rovine del castello